# Busō Renkin
Busō Renkin (武装錬金) est un manga de Nobuhiro Watsuki publié dans le Weekly Shōnen Jump, entre juin 2003 et avril 2005.
Le manga a été réédité en 10 volumes reliés. Le premier tome est sorti en mars 2006 en France d'après le planning des sorties de Glénat.
Une adaptation en anime a été créée en 2006 par le studio XEBEC et a été diffusée sur la chaîne de télévision japonais TV Tokyo de 2006 à 2007. En France, l'anime fut disponible en streaming légal via le diffuseur Kazé.
Deux CD dramatiques, deux light novels, un jeu vidéo PlayStation 2 et de nombreux types de produits dérivés sur le thème de Busō Renkin ont été crées. 

## Histoire

### Prologue
L'histoire de Busō Renkin se déroule dans un monde semblable au notre dans lequel un nombre de personnes appelés guerriers peuvent faire appel à l'alchimie et provoquer l'apparition de kakugane.

#### Kakugane
Il existe trois types de kakugane :
- Kakugane gris : c'est le kakugane normal, tous les guerriers alchimiques en ont un.
- Kakugane noir : c'est le kakugane des victorialisés, il n'y en existe que trois. Ce sont des tentatives de pierre philosophale.
- Kakugane blanc : c'est le remède aux kakuganes noirs, il suffit de remplacer le kakugane noir par le blanc.

Le kakugane peut aussi servir de cœur artificiel et ce, quelle que soit sa couleur.

##### Busō Renkin
Le Busō Renkin est l'arme des guerriers alchimiques.
Il s'agit d'un kakugane qui s'est transformé. Il prend une forme différente pour chaque personne.
Il en existe trois types de Busō Renkin :
- Busō Renkin de type dit normaux : ce sont des armes ou des objets.
- Busō Renkin de type dit Automaton : ce sont des êtres vivants qui sont créés comme Gozen.
- Busō Renkin de type dit capacité : ils n'ont pas de forme mais donnent une capacité à leurs utilisateurs.

comme ceux de Papillon et de Hiwatori. On peut faire un double Busō Renkin, dans ce cas le deuxième n'a pas la même couleur que le premier. Il existe aussi des Busō Renkin combinés comme ceux des trois soldats alchimiques qui ont combattu Victor.

##### Homonculus
Les Homonculus sont les ennemis du régiment alchimique. Ce sont des créatures faites à partir d'ADN. Leur apparence dépend de l'ADN utilisé. En fait, ce sont des embryons qui doivent entrer en contact avec un corps humain pour en prendre possession, après ils peuvent se transformer.

##### Humain-homonculus
Mélange entre l'humain et l'homonculus, ils sont le résultat de l'implantation d'un embryon d'homonculus fait avec l'ADN du sujet. Ils gardent une apparence humaine mais possèdent les mêmes pouvoirs que les homonculus. L.XE. est une association d'humain-homonculus.

##### Victor
Nom donné aux détenteurs d'un kakugane noir. Les Victor utilisent le drain d'énergie mais ils ne peuvent pas le contrôler. Ils ont la peau rouge et leurs cheveux sont lumineux. Au troisième stade leur peau devient noire.

### Synopsis
Kazuki Mutō (武藤 カズキ, Mutō Kazuki), en deuxième année de lycée, voit en rentrant un soir une jeune fille menacée par un immense serpent. S'interposant, il reçoit la queue de la créature en plein cœur… et se réveille en sursaut le matin. Il en conclut au cauchemar.
Le soir même, il se fait attaquer par un de ses professeurs, qui se transforme sous ses yeux en monstre. S'enfuyant, il entend son téléphone portable sonner, et une voix féminine lui disant qu'il a la permission d'utiliser sa force pour se battre. Ne comprenant pas de quoi il retourne, Kazuki continue à fuir… mais croise sa sœur Mahiro (まひろ), qui se fait avaler par le monstre.
Furieux, il essaye de combattre, mais se fait balayer en un instant. Sentant une douleur au niveau de son cœur, il se souvient alors de ce qui s'est passé la veille. Tué par la créature, la jeune fille qu'il a sauvée lui a offert un cœur artificiel, produit de l'alchimie. Cela lui confère de plus une force de combat spéciale.
La jeune fille intervient pour achever le monstre.Celle-ci s'appelle Tokiko Tsumura (津村 斗貴子, Tsumura Tokiko), et lui explique qu'elle combat contre des homonculus, créatures se nourrissant d'humains.                   
Malgré ses avertissements, Kazuki décide d'aider Tokiko à les combattre, afin de protéger sa sœur et ses amis.

## Personnages

### Guerrier alchimique
Kazuki Mûto
Kazuki est un lycéen de 17 ans. Il est toujours prêt à protéger les gens autour de lui, mais il ne pense pas à lui en allant sauver les autres. Son Busō Renkin est une lance nommée Sunlight heart, Tokiko l'a appelé ainsi car sa lumière ressemble à celle du soleil. Son pouvoir est de transformer la combattivité de Kazuki en énergie. Après son combat contre Victor, il obtiendra un kakugane noir et deviendra Victor 3. Son deuxième Busō Renkin est une lance plus courte pouvant s'allonger. C'est quelqu'un qui pense toujours aux autres. Il fut très perturbé d'avoir dû tuer Chono et de se faire traiter d'hypocrite par ce dernier. Mais lors de son ultime combat contre Chouno, il lui dit qu'il préfère être hypocrite plutôt que de tuer quelqu'un. Il a une sœur qui s'appelle Mahiro. Son kakugane a le numéro 70 et son kakugane noir le numéro 3.
Tokiko Tsumura
Tokiko est une soldat renkin. Elle a rencontré Kazuki lorsqu'elle affrontait un homunculus. Kazuki l'a protégée et a perdu la vie, mais Tokiko a remplacé son cœur par un kakugane. Tokiko paraît forte, mais au fond c'est une lycéenne comme les autres. Son Busō Renkin est la Walkyrie skirt, ce sont quatre bras mécaniques attache aux jambes de Tokiko qu'elle peut contrôler. C'est une arme souple et précise qui peut attaquer plusieurs ennemis en même temps. Elle estime beaucoup Kazuki dont elle finira par tomber amoureuse. Elle se réfugie souvent sur la réserve d'eaux du lycée, c'est son endroit favori. Son numéro de kakugane est le 44.
Bravo
Bravo est le supérieur de Tokiko. Il dit souvent bravo et toutes ses attaques comportent ce mot dans leurs noms. Son Busō Renkin est silver skin,une veste en argent qui le protège conte les attaques et qu'il porte constamment, c'est un très puissant Busō Renkin de défense (Shousei voulait le mettre dans buster baron pour vaincre Victor).Avec deux kakugane Bravo peut créer une autre veste qu'il peut revêtir ou appliquer sur son adversaire dans ce cas elle bloquera tous les coups. Il possède aussi les treize compétences de Bravo certaines sont justes des poses alors que d'autres sont de vrais technique de combat. Son vrai nom est Sakimori, mais depuis qu'il a raté une mission il y a 7 ans, il se fait appeler Bravo. Lors de cette mission alors que Hiwatori et Chitose avait abandonné il a continué à chercher des rescapés et a trouvé une fillette (peut-être Tokiko) de la il dit détester voir des enfants mourir.
Nakamura Gota
Gota est un guerrier qui a été nommé après la destruction de l.x.e., il a étudié avec Tokiko (il l'appelle senpai). Son Busō Renkin est une paire de chakram nommé motor gear que Gota peut diriger. Il est devenu guerrier alchimique parce que sa famille fut tué par des homonculus. Lorsqu'il se concentre, il est capable d'analyser en profondeur les capacités de son adversaire. Il est amoureux de Tokiko et il considère Kazuki comme un rival.
Sakaguchi Shousei
C'est le chef du régiment alchimique. Il est très attaché à ses chers subordonnés comme il les appelle. C'est un guerrier très fort (il se considère comme étant juste un peu inférieur à Victor), son Busō Renkin est le Buster baron, une immense armure de combat qu'il peut contrôler. Son pouvoir est de copier les autres Busō Renkin à l'intérieur du cockpit ce qui le rend très fort. C'est grâce à ce Busō Renkin que Tokiko ira récupérer Kazuki et Victor dans l'espace.
Hiwatari
Ancien camarade de Bravo, Hiwatari est lui aussi commandant mais ils ont des caractères très différents. Hiwatari est sarcastique et juge que le monde dans lequel il vit est absurde, c'est depuis son échec dans sa première mission qui la rendu ainsi. Il avait les mêmes rêves que Kazuki mais il les a perdus à la suite de cet échec. Son Busō Renkin, comme celui de Papillon, n'a pas de forme mais permet à Hiwatori de contrôler les flammes de 5100 degrés. C'est lui qui sera à la tête de l'équipe "tuer à nouveau" avec Negoro et Ikusabe (dans l'anime). Il a toujours un senbon enflammé dans la bouche. Dans le manga, on peut remarquer que des blessures fatales n'ont pas d'effet sur lui, car il peut fusionner avec ses flammes. Son seul point faible est le manque d'air. Il est le combattant qui possède la plus grande force destructrice de toute l'armée renkin.
Negoro
Membre de l'équipe "tuer à nouveau". Negoro n'est pas très bavard, il ne rechigne pas aux ordres de Hiwatari même si celui-ci ne le respecte pas vraiment. Son Busō Renkin s'appelle secret tail, c'est un sabre de taille moyenne qui a le pouvoir de créer des failles dans la matière permettant à Negoro de les traverser. C'est une arme très pratique car elle permet d'attaquer tout en restant caché mais il y a une condition seule l'ADN de Negoro peut passer avec lui, il a donc fait des vêtements avec ses cheveux. Il sera vaincu par Gota. Dans l'œuvre originale, il est le n°4 du commando d'exécution d'Hiwatari.
Ikusabe
Membre de l'équipe "Tuer à nouveau", il est le guerrier ayant tué le plus d'homonculus, il en a tué 332. S'il en a autant tué, ce n'est pas par sa force mais par la puissance de son Busō Renkin, la lance gekisen. Cette arme a le pouvoir de se reconstituer ainsi que le corps de Ikusabe et ce même s'il a été totalement détruit. La faille réside lors de la reconstitution qui échoue si l'on introduit un corps étranger. C'est de cette façon que Papillon lui a détruit le bras. Il a les mêmes goûts que Papillon. Son rêve est de se battre contre une forme de vie surpassant les Humain-homonculus. Il réalisera son rêve en se battant contre Victor. Le numéro de son kakugane est le 13. Ikusabe bat Papillon dans le manga original, grâce à l'aide de Negoro. Il se nourrit d'homoncules comme d'un aliment de l'esprit, qui stimule son instinct combattif. Il est le n°3 du commando d'exécution d'Hiwatari.
Chitose
C'est elle qui dirige l'équipe recherchant Victor et elle a aussi été la coéquipière de Bravo et de Hiwatari lors de leur première mission. C'est aussi elle qui a recruté Shûsui dans son équipe (dans l'anime). Elle semble attachée à Bravo. Son Busō Renkin lui permet de localiser des personnes et de se téléporter avec un passager.
Inukai
Un des membres de l'équipe de Chitose. Son Busō Renkin est le military dog, deux chiens robots qu'il dirige avec un sifflet. Il ne semble pas très fort puisque Victor neutralisera son attaque en un rien de temps. Seul le porteur du sifflet peut échapper à la folie meurtrière des "Killer rabies" (appelés ainsi dans le manga original). Dans l'œuvre originale, il est le n°6 du commando d'exécution d'Hiwatari. Il sera vaincu par Kazuki et Gota.
Busujima
Un des membres de l'équipe de Chitose. Elle porte en permanence son Busō Renkin arial opérator. C'est un masque à gaz qui a l'apparence d'une tête de poulpe avec un tuba à l'avant, et qui peut produire différents gaz par les tentacules du masque. C'est la seule personne que Hiwatori traite de façon normale certainement car ils peuvent déclencher une technique spéciale ensemble. Lors de celle-ci Busujima libère une grande quantité d'oxygène ce qui décuple la puissance des flammes de Hiwatori. Dans le manga original, la jeune fille qui se cache sous ce masque est la n°2 du commando d'exécution d'Hiwatari.
Maruyama
Dernier membre de l'équipe de Chitose. Il a des allures féminines et se cache souvent dans un corps énorme qui dissimule son pouvoir. Son Busō Renkin est le bubble cage, une ceinture projetant des bulles explosives. Son Busō Renkin a la propriété de soustraire 10 centimètres à la taille de celui qui vient à le toucher. Si un être humain mesure 1 mètre 50, il lui faut user de 15 bulles (il peut en produire à l'infini dans un torrent) pour l'annihiler totalement. Il sera vaincu par Tokiko. Dans le manga original, il est le numéro 5 du commando d'exécution mené par Hiwatari.

### Camarade de Kazuki
Chouno Koshaku
Si l'excentricité était une personne serait certainement Chouno. Aussi (et surtout) connu sous le pseudonyme de Papillon, Chouno est le créateur des homonculus qui attaquent Tokiko et Kazukien au début de série. Il a effectué ses recherches dans le but de devenir un homonculus puisqu'il est très malade, au point de cracher du sang et de pas pouvoir aller en cours de plusieurs semaines. Il finira par devenir un homoculus inachevé en ayant pris un embryon d'homonculus avant la fin de son développement. Il se fera tuer par Kazuki mais sera ressuscité par le docteur Butterfly pour servir L.X.E. mais il agira plus en free-lance qu'autre chose. Il finira par récupérer un kakugane (celui de l'homonculus Jinnaï,lui aussi de L.X.E.) et son Busō Renkin lui donne le pouvoir de contrôler de la poudre noire explosive, à laquelle il donne une apparence de papillon, nommée death near happiness.
Masashi Daihama
Un ami de Kazuki. Daihama est plutôt du genre bien portant. Il est le fidèle ami sur qui on peut toujours compter.
Hideyuki Okakura
Il fait partie du groupe d'amis de Kazuki. Il est en quelque sorte le "pervers", les filles ne l'apprécient pas trop.
Rokumasu Kôji
Il fait partie du groupe d'amis de Kazuki. Il est en quelque sorte le cerveau, ainsi que le chef de cette équipe et sort ses amis de bien des situations.

## Analyse de l'œuvre
Le terme Busō Renkin veut littéralement dire Armes alchimiques.
Watsuki a basé les personnages et les éléments fictifs de Buso Renkin sur ses œuvres précédentes. Il conceptualise Kazuki en imaginant Makimachi Misao.[réf. nécessaire]

## Manga
Publié initialement dans le Weekly Shōnen Jump, entre juin 2003 et avril 2005. Le manga a été réédité en 10 volumes reliés. Le premier tome est sorti en mars 2006 en France d'après le planning des sorties de Glénat.
Shueisha a publié une série de dix mangas au format tankōbon entre le 5 janvier 2004 et le 4 avril 2006,.

### Liste des volumes
| no | Japonais         | Japonais      | Anglais         | Anglais       |
| no | Date de sortie   | ISBN          | Date de sortie  | ISBN          |
| -- | ---------------- | ------------- | --------------- | ------------- |
| 1  | 5 janvier 2004   | 4-08-873557-9 | 1er août 2006   | 1-4215-0615-7 |
| 2  | 1er avril 2004   | 4-08-873587-0 | 3 octobre 2006  | 1-4215-0616-5 |
| 3  | 2 juillet 2004   | 4-08-873630-3 | 5 juillet 2006  | 1-4215-0617-3 |
| 4  | 3 septembre 2004 | 4-08-873651-6 | 6 février 2007  | 1-4215-0840-0 |
| 5  | 4 novembre 2004  | 4-08-873670-2 | 3 avril 2007    | 1-4215-0841-9 |
| 6  | 4 février 2005   | 4-08-873696-6 | 5 juin 2007     | 1-4215-0842-7 |
| 7  | 4 avril 2005     | 4-08-873780-6 | 7 août 2007     | 1-4215-1045-6 |
| 8  | 4 juillet 2005   | 4-08-873820-9 | 2 octobre 2007  | 1-4215-1046-4 |
| 9  | 4 novembre 2005  | 4-08-873851-9 | 4 décembre 2007 | 1-4215-1047-2 |
| 10 | 4 avril 2006     | 4-08-874019-X | 5 février 2008  | 1-4215-1542-3 |

## Anime

### Busō Renkin

#### Liste des épisodes
| No | Titre français | Titre japonais           | Titre japonais                              | Date de 1re diffusion |
| No | Titre français | Kanji                    | Rōmaji                                      | Date de 1re diffusion |
| -- | -------------- | ------------------------ | ------------------------------------------- | --------------------- |
| 01 |                | 新しい命                 | Atarashii inochi                            | 5 octobre 2006        |
| 02 |                | ホムンクルスの正体       | Homunkurusu no shōtai                       | 12 octobre 2006       |
| 03 |                | キミは少し強くなった     | Kimi wa sukoshi tsuyoku natta               | 19 octobre 2006       |
| 04 |                | もう一つの新しい命       | Mō hitotsu no atarashii inochi              | 26 octobre 2006       |
| 05 |                | 守るべき人のために       | Mamoru beki hito no tame ni                 | 2 novembre 2006       |
| 06 |                | 黒死の蝶                 | Kokushi no chō                              | 9 novembre 2006       |
| 07 |                | もし君が偽善と疑うのなら | Moshi kimi ga gizen to utagau no nara       | 16 novembre 2006      |
| 08 |                | 寄宿舎の夜               | Kishukusha no yoru                          | 23 novembre 2006      |
| 09 |                | 早坂姉弟                 | Hayasaka kyōdai                             | 30 novembre 2006      |
| 10 |                | 君と俺は相性がいい       | Kimi to ore ha aishō ga ii                  | 7 décembre 2006       |
| 11 |                | 死が二人を別つまで       | Shi ga futari o wakatsu made                | 14 décembre 2006      |
| 12 |                | カーニバル               | Kaanibaru                                   | 21 décembre 2006      |
| 13 |                | 死の胎動                 | Shi no taidō                                | 28 décembre 2006      |
| 14 |                | キミは誰だ?              | Kimi wa dare da?                            | 28 décembre 2006      |
| 15 |                | 中間の存在               | Chūkan no sonzai                            | 11 janvier 2007       |
| 15 |                | 中間の存在               | Chūkan no sonzai                            | 11 janvier 2007       |
| 16 |                | 新たなる力               | Arata naru chikara                          | 18 janvier 2007       |
| 17 |                | 夜が明けたら             | Yoru ga ake tara                            | 25 janvier 2007       |
| 18 |                | 逃避行                   | Tōhikō                                      | 1er février 2007      |
| 19 |                | 君さえ守れれば           | Kimi sae mamorere ba                        | 8 février 2007        |
| 20 |                | 想いと力を込めて         | Omoi to chikara o kome te                   | 15 février 2007       |
| 21 |                | Gone Into Flame          | Gone Into Flame                             | 22 février 2007       |
| 22 |                | 決断を要す               | Ketsudan o yōsu                             | 28 février 2007       |
| 23 |                |                          |                                             | 8 mars 2007           |
| 24 |                | キミが死ぬ時が私が死ぬ時 | Kimi ga shinu toki ga watashi ga shinu toki | 15 mars 2007          |
| 25 |                | 代わりなどいない         | Kawari nado inai                            | 22 mars 2007          |
| 26 |                | ピリオド                 | Piriodo                                     | 29 mars 2007          |

#### Diffusion
Une adaptation en anime a été créée en 2006 par le studio XEBEC et a été diffusée sur la chaîne de télévision japonais TV Tokyo de 2006 à 2007.
En 2009, la série a fait ses débuts à la télévision américaine sur Funimation Channel, avec les droits de diffusion américains acquis par Funimation de Viz Media.
En France, l'anime fut disponible en streaming légal via le diffuseur Kazé.

#### DVD
Les épisodes ont été publiés par Geneon Universal Entertainment en neuf compilations DVD entre le 25 janvier 2007 et le 21 septembre 2007. Les coffrets DVD contenant les 26 épisodes sont sortis le 26 novembre 2009 et le 27 février 2013.

## Produits dérivés

### Jeux vidéo
Un  jeu vidéo sur PlayStation 2 , intitulé Busou Renkin: Welcome to Papillon Park a été édité sur l'univers de l'anime.

### Publications
Deux light novels sur le thème de Busō Renkin sont sortis. Ils ont été écrits par Kaoru Kurosaki, illustrés par Watsuki, et publiés dans Jump J Books de Shueisha. Le premier, Buso Renkin Double Slash, sort le 31 octobre 2006 et Buso Renkin Slash Zeta, sort le 25 mai 2007.